# Мисюркеев, Иван Васильевич
Ива́н Васи́льевич Мисюрке́ев (19 января 1917, Суво, Забайкальская область — 26 октября 1996, Пермь) — советский и российский математик, профессор, декан физико-математического факультета (1948—1954), заместитель директора (1954—1956) Хабаровского пединститута, зам.директора по учебной работе Пермского пединститута (1958—1959), декан (1965—1972), заведующий кафедрой теории функций (1972-1988) механико-математического факультета Пермского университета.

## Биография
Иван Мисюркеев родился 19 января 1917 года в селе Сувинском Читканской волости Баргузинского уезда Забайкальской области Иркутского генерал-губернаторства, ныне село Суво — административный центр Сувинского сельского поселения Баргузинского района Республики Бурятия.
В 1934—1939 годах учился на физико-математический факультете (отделение математики) Иркутского педагогического института.
В 1942—1944 годах — директор железнодорожной средней школы на ст. Шилка Читинской области.
С 1947 года — ассистент, затем старший преподаватель кафедры математики, декан физико-математического факультета (1948—1954) Хабаровского пединститута.
В 1952 году был на один год прикомандирован в аспирантуру на кафедру дифференциальных уравнений Ленинградского университета, написал и успешно защитил кандидатскую диссертацию на тему «Некоторые предельные задачи для уравнений эллиптического типа». 19 февраля 1954 года ему присуждена ученая степень кандидата физико-математических наук.
В 1954—1956 годах — заместитель директора по учебной и научной работе Хабаровского пединститута.
В 1956—1957 годах — доцент Курганского государственного педагогического института.
С 1 апреля 1958 года по 21 августа 1959 года — заместитель директора по учебной работе, с 28 октября 1961 года по 12 сентября 1962 года — заведующий кафедрой высшей математики, затем — доцент Пермского пединститута.
С октября 1962 года — доцент кафедры теории функций механико-математического факультета Пермского университета.
С 1965 — декан механико-математического факультета.
С 1972 по 1988 год — заведующий кафедрой теории функций (с 1978 — кафедра теории функций и функционального анализа). В 1977 году ему присвоено звание профессора. Работал на кафедре до сентября 1991 в должности профессора.
Иван Васильевич Мисюркеев умер 26 октября 1996 года в городе Перми Пермской области, ныне город — административный центр Пермского края.

## Научная деятельность
Во время учёбы в Иркутском пединституте он выполнил первую научную работу, написав методическое пособие для учителей на тему «Геометрические построения в школьном курсе математики». Она была отмечена на городской выставке студенческих работ. В 1950 году эти материалы, существенно доработанные, были опубликованы издательством «Учпедгиз» в качестве пособия для учителей средней школы.
В период заведования кафедрой теории функций И. В. Мисюкреевым в университете сложилась и стала развиваться научная школа в области нелинейного функционального анализа. В течение многих лет он руководил научной работой по теме «Нелинейные операторы и нелинейные операторные уравнения в функциональных пространствах», входившей в план АН СССР.
И. В. Мисюркееву принадлежит ряд серьёзных научных работ в этой области, опубликованных в различных изданиях. Особо следует отметить его монографию «Введение в нелинейный функциональный анализ» (1968), которая стала первым и уникальным в своем роде систематическим изложением основ данного научного направления, и одновременно учебным пособием для научных работников, аспирантов и студентов.
И. В. Мисюкреев также создал множество пособий для учителей и студентов, среди которых наиболее ценными являются «Сборник задач по методам математической физики», который выходил в издательстве «Просвещение» дважды (1963, 1975), методические указания и контрольные задания к спецкурсу «Функциональный анализ и приближенные методы исследования операторных уравнений» в двух частях (1989), курс лекций по истории и методологии математики.
Одной из методических проблем, успешно решённых И. В. Мисюкреевым, была проблема преподавания такого предмета, как «История математики».
И. В. Мисюркеев и его ученики внесли немалый вклад в развитие таких направлений нелинейного анализа, как теория неподвижных точек, теория вращения векторного поля, конусные методы исследования нелинейных операторов и уравнений, теория уплотняющих операторов, исследования конкретных нелинейных операторов в функциональных пространствах, качественная теория нелинейных дифференциальных и интергродифференциальных уравнений.
Все аспиранты И. В. Мисюркеева успешно защитили кандидатские диссертации, они успешно работали и работают в университете и других вузах Перми и за рубежом.

## Научные труды
Опубликовал более пятидесяти научных и методических работ.
- Мисюркеев И.В. Геометрические построения. Пособие для учителей. — М.: Учпедгиз, 1950. — 148 с.[2]
- Мисюркеев И.В. Методы математической физики. Ч. 1. — Пермь, 1958. — 79 с.[3]
- Мисюркеев И.В. Сборник задач и упражнений по методам математической физики. — М.: Просвещение, 1964. — 135 с.[4]
- Мисюркеев И.В. Введение в нелинейный функциональный анализ. Учеб. пособие. — Пермь, 1968. — 308 с.[5]
- Мисюркеев И.В. Сборник задач и упражнений по методам математической физики. — 2-е изд. перераб и доп.. — М.: Просвещение, 1975. — 167 с.[6]
- Методические указания к курсу «Введение в специальность» для студентов специальности «Математика». Пермь: ПГУ, 1982.Ч. 1, 2, 3.
- Лекции по истории и методологии математики. Пермь: ПГУ, 1985.
- Функциональный анализ и приближенные методы решения операторных уравнений. Метод. указания, программы, контрольные и индивидуальные занятия по спецкурсу. Пермь: ПГУ, 1989. Ч. 1 и 2.

## Награды
- Орден «Знак Почёта».
- Благодарность за активное участие в художественной самодеятельности и руководство кружками, май 1967 года.
- Занесен на Доску почёта за успехи в учебной, научной, производственной и общественной работе, достигнутой в ходе социалистического соревнования в честь 100-летия со дня рождения В. И. Ленина, ноябрь 1969 года.

## Память
В Пермском архиве социально-политической истории хранятся документы Ивана Мисюркеева.